# ويليام ووكر (سياسي كندي، مواليد 1797)
ويليام ووكر هو محامي وسياسي كندي، ولد في 8 أغسطس 1797، وتوفي في 8 أبريل 1844. انتخب Member of the Legislative Assembly of the Province of Canada ‏ عن دائرة Rouville (federal electoral district) ‏ (1842 – 1843).